# Metallica
Metallica er et amerikansk heavy metal-band, som blev dannet i 1981 under dyb inspiration af deres idoler Iron Maiden i Los Angeles i Californien. Metallica bestod oprindeligt af trommeslager og stifter af bandet, Lars Ulrich, rytmeguitarist og vokalist James Hetfield, lead guitarist Dave Mustaine og bassist Ron McGovney. De to sidste blev smidt ud af bandet til fordel for Kirk Hammett og Cliff Burton. Fyringen af Mustaine resulterede i en kamp mellem ham og Metallica. I september 1986 kom Metallicas turnébus ud af kontrol og væltede, så Burton blev dræbt under bussen. Jason Newsted afløste ham cirka to måneder senere. Newsted forlod bandet i 2001 og blev erstattet af Robert Trujillo i 2003.
Metallicas tidlige udgivelser indeholdt tempofyldte, instrumentale og aggressive numre, der placerede dem som en af de fire store af thrash metal-genren sammen med Slayer, Megadeth (som blev oprettet af eks-Metallicamedlem Dave Mustaine i 1985) og Anthrax. Bandet fik en voksende fanskare i undergrundsmiljøet, og nogle anmeldere anser udgivelsen Master of Puppets fra 1986 som et af de mest indflydelsesrige "heavy" thrash metal-albummer nogensinde. Gruppen fik betydelig kommerciel succes med deres selvnavngivne album Metallica fra 1991, som kom på førstepladsen på Billboard 200. Nogle anmeldere og fans mener, at bandet har ændret dets musikalske stil mod mainstream-publikummet. Med udgivelsen af Load i 1996 distancerede Metallica sig fra deres tidligere udgivelser, og bevægede sig mod det, der blev beskrevet som en "næsten alternativ [rock]fremvisning," og bandet er blevet anklaget for at være "sell-outs".
I 2000 var Metallica blandt flere, der lagde sag an mod Napster for at dele bandets materiale, som var beskyttet af ophavsret, gratis uden medlemmernes samtykke. En afgørelse blev truffet, og Napster skulle nu tage penge, for at folk kunne bruge dem. Til trods for at nå nummer 1 på Billboard 200 skuffede udgivelsen af St. Anger i 2003 nogle anmeldere og fans med undladelsen af guitarsoloer og den "stål-lydende" lilletromme. En film navngivet Some Kind of Monster (film) optog indspilningsprocessen af St. Anger.
Metallica har udgivet ti studiealbummer, fire livealbummer, fem ep'er, 39 musikvideoer, 39 singler, og har senest udgivet albummet Hardwired... to Self-Destruct i 2016. Bandet er blevet et af de mest indflydelsesrige heavy metal-bands. Med over 125 millioner plader solgt verden over (58 millioner i USA), har bandet vundet 9 Grammy Awards, og har haft 6 albummer, der er nået første pladsen på Billboard 200. Bandets album Metallica fra 1991 har solgt over 16 millioner eksemplarer, hvilket gør det til det 25. bedstsælgende album i USA.

## Historie

### De tidlige år (1981–1983)
Metallica blev dannet i Los Angeles tidligt i 1981, da trommeslager Lars Ulrich satte en annonce i avisen, The Recycler, hvor der stod: "Trommeslager leder efter anden metalmusiker til at jamme Tygers of Pan Tang, Diamond Head og Iron Maiden med." Guitaristerne James Hetfield og Hugh Tanner fra Leather Charm besvarede annoncen. Selvom han ikke havde et band, spurgte Ulrich Metal Blade Records' grundlægger Brian Slagel, om han kunne få lov at indspille en sang til pladeselskabets kommende opsamlingsalbum Metal Massacre. Slagel accepterede det, og Ulrich rekrutterede Hetfield til at synge og spille rytmeguitar.
Ulrich snakkede med sin ven Ron Quintana, som var i gang med at finde på navne til et fanzine. Quintana havde foreslået navnene Metal Mania og Metallica. Ulrich overbeviste Quintana om at bruge Metal Mania, mens han selv brugte Metallica til sit band. En anden annonce blev indsat i The Recycler, der søgte en lead guitarist. Dave Mustaine kom til audition, og efter at have set hans dyre guitarudstyr, rekrutterede Ulrich og Hetfield ham. Tidligt i 1982 indspillede Metallica deres første originale sang, "Hit the Lights" til Metal Massacre I-albummet. Hetfield spillede bas i sangen, og Lloyd Grant blev benævnt for guitarsoloen. Metal Massacre I udkom den 14. juni 1982, og på de tidligste udgaver blev bandets navn fejlagtigt stavet som "Mettallica". Selv om der opstod utilfredshed med denne fejl, lykkedes det Metallica at skabe en del omtale med sangen, og gruppen spillede deres første koncert den 14. marts 1982 i Radio City i Anaheim, Californien, med deres nyligt rekrutterede bassist Ron McGovney..
Metallica indspillede deres første demo ved navn Power Metal et navn inspireret af Quintanas forretningskort fra tidligt i 1982. I efteråret 1982 overværede Ulrich og Hetfield et show på natklubben Whisky a Go Go med bandet Trauma med bassisten Cliff Burton. De blev fuldkommen overvældet af Burtons brug af en wah-wah pedal og spurgte, om han ville slutte sig til Metallica. Hetfield og Mustaine ønskede at fyre McGovney, da de mente han "ikke bidrog med noget, men bare fulgte efter." Selv om Burton i begyndelsen afslog tilbuddet, skiftede han dog mening, på den betingelse at bandet flyttede til San Francisco. Metallicas første optræden med Burton blev derved på natklubben The Stone i marts 1983, og den første indspilning med hans bidrag var deres demo fra 1983 Megaforce.
Metallica var klar til at indspille deres debutalbum, men da Metal Blade ikke kunne dække de ekstra omkostninger, begyndte gruppen at lede efter andre muligheder. Johnny "Z" Zazula der arbejdede med koncerter, og havde hørt deres demo No Life 'til Leather fra 1982, tilbød Metallica at skaffe dem en pladekontrakt ved at spørge nogle pladeselskaber fra New York. Efter ingen af de forskellige pladeselskaber havde vist større interesse for projektet, lånte Zazula pengene til at dække pladens indspilningsomkostninger, og fik Metallica til at skrive kontrakt med sit eget selskab Megaforce Records. Bandmedlemmerne valgte efterfølgende at fyre Mustaine fra bandet på grund af hans stof- og alkoholmisbrug og voldsomme opførsel. Lars udtalte sig senere hen til Kerrang! om Mustaine.
| Citat | Dave Mustaine var bandets ansigt. James var forsanger, men Mustaine sørgede for forbindelsen mellem scenen og fans, da James stadig var meget genert. Mustaine var bestemt en frontfigur, men det blev for meget for os andre, især med hans humørsvingninger. James, Cliff og jeg var glade, dumme drukkenbolte, men Mustaine kunne virkelig blive aggressiv, og det stoppede med at være sjovt. Det var mere tungt, end nogen frygt vi havde for at finde en afløser." | Citat |
|       | |       |

Exodus' guitarist Kirk Hammett kom til at afløse Mustaine samme eftermiddag. Metallicas første show med Hammett fandt sted den 16. april 1983 på natklubben The Showplace i Dover, New Jersey. Mustaine har senere udtrykt sin utilfredshed overfor Hammett i flere interviews. Blandt andet udtalte han sig "han stjal mit job, men i det mindste kneppede jeg hans kæreste, før han tog mit job – hvordan smager jeg, Kirk?" Mustaine blev "pisset af," fordi han mente at Hammett blev populær på at spille de lead guitar-numre, han skrev. Det kom eksempelvis til udtryk i et interview fra 1985 med Metal Forces hvor Mustaine udtalte: "det er sjovt, hvordan Kirk Hammett stjal hver eneste lead overgang, jeg spillede på det No Life 'til Leather bånd, og blev valgt som nummer 1 guitarist i jeres magasin." På Megadeths debutalbum i 1985 Killing Is My Business... And Business Is Good! tilføjede Mustaine sangen "Mechanix," som Metallica omdøbte til "The Four Horsemen" på Kill 'Em All. Mustaine forklarede, han gjorde det for at "rette op på Metallica," efter de omtalte ham som en drukkenbolt, der ikke kunne spille guitar.

### Kill 'Em AllogRide the Lightning(1983–1984)
I 1983 rejste Metallica til Rochester, New York for at indspille deres første album Metal Up Your Ass med produceren Paul Curcio (1944–2018). På grund af konflikter med bandets pladeselskab, og afvisninger fra distributørerne om at udgive et album med dette navn, blev det omdøbt til Kill 'Em All. Udgivet gennem Megaforce Records i USA og Music for Nations i Europa kom albummet ind på Billboard 200-hitlisten som nummer 120, og selvom albummet ikke var nogen særlig stor kommerciel succes, sørgede det for, Metallica fik en voksende fanskare i metal-undergrunden. For at promovere udgivelsen tog bandet på den såkaldte "Kill 'Em All For One"-turne med Raven. I februar 1984 støttede Metallica Venom på deres "Seven Dates of Hell" turné, hvor de optrådte for over 7.000 mennesker til Aardschok Festivalen i Zwolle, Holland.
Metallica indspillede deres andet studiealbum Ride the Lightning i Sweet Silence Studios i København, Danmark med produceren, Flemming Rasmussen. Udgivet i august 1984 nåede albummet plads nummer 100 på Billboard 200. Et fransk trykkeselskab kom ved en fejl til at trykke albummet med et grønt omslag, der nu anses som et samlerobjekt. Sange på albummet inkluderer "For Whom the Bell Tolls", "Creeping Death" og det instrumentale nummer "The Call of Ktulu". På albummet stod Mustaine noteret som medforfatter til sporene "Ride the Lightning" og "The Call of Ktulu".

### Master of Puppets(1984–1986)
I september 1984 overværede Elektra Records' A&R direktør Michael Alago, og medstifteren af Q-Prime Management, Cliff Burnstein en Metallica koncert. Imponerede over hvad de så, skrev Elektra Records kontrakt med Metallica, og samtidigt blev de gjort til klient i Q-Prime Management.
Metallicas hastigt voksende succes medførte at deres britiske pladeselskab, Music for Nations udgav en begrænset udgave af Creeping Death epen, som solgte over 40.000 eksemplarer i USA. To af de tre sange på pladen, (covernumrene af Diamond Heads "Am I Evil?", og Blitzkriegs "Blitzkrieg") var også med på Elektras genudgivelse af Kill 'Em All i 1989.
Metallica tog på deres første store Europaturné med Tank, hvor de optrådte for et publikum på cirka 1.300 mennesker. Da de vendte tilbage til USA, kom de på endnu en turné, denne gang som overskrifter sammen med W.A.S.P. og Armored Saint. Her havde de deres største optræden til Monsters of Rock-festivalen den 17. august 1985 med Bon Jovi og Ratt i Donington Park i England, med et publikum på 70.000 mennesker. Antallet var næsten lige så stort, da de i Oakland, Californien til Day on the Green-festivalen havde et show for over 60.000.
Metallicas tredje album Master of Puppets blev indspillet i Sweet Silence Studios, igen med Flemming Rasmussen, og udgivet i marts 1986. Albummet nåede plads 29 på Billboard 200, og var i alt 72 uger på listen. Master of Puppets var bandets første udgivelse, der fik tildelt guld i november 1986, og senere hen i 2003 seks gange platin. Flere anmeldere, inklusiv Steve Huey fra Allmusic, priste albummet som det "bedste heavy metal album nogensinde," og gav Metallica titlen som "pionere af thrash metal." Efter udgivelsen tog Metallica med Ozzy Osbourne på turné i USA. Under turnéen brækkede Hetfield dog sin arm i en skateboardulykke, og måtte nøjes med at synge mens, mens guitarteknikeren John Marshall spillede rytmeguitar.

### Cliff Burtons død (1986–1987)
Den 27. september 1986 under den europæiske del af Metallicas Damage Inc. turné, trak medlemmerne lod om retten til at bestemme hvilken køje i turnébussen, de ville sove i. Burton vandt, og valgte at sove i Hammetts køje. Omkring daggry nær Dörarp i Sverige mistede chaufføren herredømmet over bussen, som kom i skred, hvilket forårsagede at den rullede rundt flere gange. Ulrich, Hammett, og Hetfield fik ikke de store skader, men Burton blev mast under bussen og blev dræbt. Hetfield erindrede, "jeg så, bussen lå lige oven på ham. Jeg så hans ben stikke ud. Jeg flippede ud. Buschaufføren, husker jeg, prøvede at rykke tæppet ud under ham, så det kunne bruges til andre. Jeg sagde lad fucking vær med det! Jeg kunne myrde den fyr." Burtons død efterlod en tvivlende fremtid for Metallica. De tre resterende medlemmer blev enige om, Burton ville have ønsket, de skulle fortsætte, og med velsignelse fra Burtons familie begyndte bandet at søge efter en afløser.
Godt og vel 40 personer stillede op til optagelsesprøve, inklusiv Hammetts barndomsven Les Claypool fra Primus, Troy Gregory fra Prong og Jason Newsted tidligere medlem af Flotsam and Jetsam. Newsted lærte hele Metallicas spilleliste, og efter prøven inviterede Metallica ham til Tommy's Joint i San Francisco. Hetfield, Ulrich, og Hammett besluttede, at Newsted var den rette til at afløse Burton, og Newsteds første optræden med Metallica blev i the Country Club i Reseda, Californien. Medlemmerne "indviede" Newsted ved at narre ham til at spise en kugle af wasabi.
I marts 1987 brækkede Hetfield sit håndled i endnu en skateboardulykke. Guitarteknikeren Marshall kom atter tilbage for at spille midlertidig rytmeguitar, men skaden tvang alligevel bandet til at aflyse en optræden til Saturday Night Live-showet. Metallica afsluttede deres turne tidligt i 1987, og i august samme år udgav de ep'en The $5.98 E.P.: Garage Days Re-Revisited, som kun indeholdt coversange. Ep'en blev indspillet, som en mulighed for at benytte deres nyligt konstruerede pladestudie, afprøve Newsteds talenter og komme sig over sorg og stress, der var til følge af Burtons død. En video ved navn Cliff 'Em All blev udgivet i 1987, og mindede Burtons tre år i Metallica. Optagelserne inkluderede bassoloer, hjemmevideoer og billeder.

### ...And Justice for All(1988–1990)
...And Justice for All, gruppens første album siden Burtons død, blev udgivet i 1988. Albummet var en kommerciel succes, og nåede plads seks på Billboard 200, hvilket var bandets første album til at nå top ti. ...And Justice for All fik tildelt platin ni uger efter dets udgivelse. Newsteds bas var med vilje svundet ind på albummet, som en del af den fortsatte "nedgørelse" han modtog, og hans musikalske ideer blev ignoreret. Der blev dog rejst et par klager omkring produktionen hovedsageligt af Steve Huey fra Allmusic, der bemærkede at Ulrichs trommer lød mere klikkende end bumpende, og guitarerne "summede dårligt." Damaged Justice-turnéen fulgte for at fremhæve albummet.
I 1989 modtog Metallica deres første Grammy Award-nominering for ...And Justice for All i kategorien Best Hard Rock/Metal Performance Vocal or Instrument. Metallica blev anset som favoritten til at vinde prisen, men alligevel blev den givet til Jethro Tull med albummet Crest of a Knave. Resultatet frembragte en del kontroverser mellem fans og pressen, da Metallica stod på scenen, og ventede på at modtage deres pris efter at have optrådt med sangen "One". Prisen blev nævnt i Entertainment Weeklys kategori "Grammiernes 10 største uventede nederlag." Tre år senere nævnte Ulrich begivenheden, da de modtog en grammy for "Enter Sandman," ved at sige: "Vi må takke Jethro Tull for ikke at udgive et album dette år."
Efter udgivelsen af ...And Justice for All udgav Metallica deres debutmusikvideo til sangen "One". Optagelserne fandt sted i et forladt varehus, og indspilningerne blev klippet sammen med scener fra filmen Johnny Got His Gun. I stedet for at organisere en videregående licensaftale, opkøbte Metallica alle ophavsrettighederne til filmen. Den sammenklippede video blev sendt til MTV, men den alternative version hvor kun bandet optrådte, blev holdt tilbage, den aften, MTV forbød den sammenklippede version. MTV accepterede senere den sammenklippede udgave, og videoen var seernes første billede af Metallica. Den blev stemt ind som nummer 38 i 1999, da MTV sendte deres "Top 100 videoer nogensinde" liste, og var med til programmets 25 års jubilæums udgave af ADD Video, som viste de mest populære videoer på MTV de sidste 25 år.

### Metallica(1990–1993)
I oktober 1990 tog Metallica til One on One studiet i Nordhollywood for at indspille deres næste album. Bob Rock der havde arbejdet med bands som The Cult, Bon Jovi, og Mötley Crüe, blev hyret som producer. Metallica (også kendt som The Black Album) blev remikset tre gange, kostede en million dollars, og gjorde en ende på tre ægteskaber. Selvom udgivelsen blev forsinket til 1991, nåede Metallica plads nummer 1 på Billboard 200 med et salg på over 650.000 den første uge. Udgivelsen sørgede for, Metallica brød ud i mainstreamen, og albummet har siden fået tildelt 15 gange platin i USA, hvilket gør det til det 25. bedst sælgende album i landet. Produktionen af Metallica og den følgende turné blev senere udgivet som en dokumentarfilm ved navn A Year and a Half in the Life of Metallica. Turnéen fik navnet Wherever We May Roam Tour, og varede 14 måneder, der inkluderede shows i USA, Japan og England.
Den 8. august 1992 gennem den finansielle succesfulde turné GNR-Metallica Stadium Tour med Guns N' Roses blev Hetfield udsat for en alvorlig anden og tredjegrads forbrænding på armene, i ansigtet, på hænderne og på benene. Dette skyldtes, der var en del forvirring omkring opsætningen af pyroteknikken, hvilket resulterede i, at Hetfield gik ind i en 3,7 meter lang flamme under sangen "Fade to Black". Newsted huskede, at Hetfields hud "boblede som i filmen The Toxic Avenger". Guitartekniker John Marshall afløste ham resten af turnéen, idet han var ude af stand til at spille guitar, men dog stadig i stand til at synge. Bandets første bokssæt blev udgivet i november 1993 ved navn Live Shit: Binge & Purge. Samlingen indeholdt tre live cd'er, tre hjemmevideoer og en bog fyldt med passager og breve.

### Load,ReLoadogGarage Inc.(1994–1999)
Efter næsten tre års turné for at promovere Metallica som inkluderede en optræden til Woodstock '94, vendte Metallica tilbage til studiet for at indspille deres sjette album. Bandet tog en pause fra indspilningerne i sommeren 1995, og optrådte til tre udendørs koncerter, som inkluderede en optræden i Donington Park, Storbritannien, hvor de stod som overskrifter støttet af Slayer, Skid Row, Slash's Snakepit, Therapy?, og Corrosion of Conformity. Den korte turné fik navnet Escape From The Studio '95. Bandet brugte omkring et halvt år på at skrive og indspille nye sange, hvilket resulterede i udgivelsen af Load i 1996, som endte på Billboard 200 og ARIA Charts som nummer 1, hvilket var bandets anden udgivelse der nåede førstepladsen. Omslaget til Load blev lavet af Andres Serrano, og fik navnet Blood and Semen III. Serrano lavede en blanding af sit eget sæd og okseblod mellem to plexiglasplader, det viste sig dog at ikke alle fans var tilfredse med omslaget. Udgivelsen viste en ændring i bandets musikalske stil, og nogle anmeldere og fans anklagede Metallica for at "blive alternative" og "sell outs." Bandmedlemmerne fik en ny frisure, og stod som overskrifter til den alternative rock festival Lollapalooza, som ledte til yderligere anklager.
Under indspilningen til albummet havde bandet produceret nok materiale til et dobbelt album. Det blev besluttet, at halvdelen af sangene skulle udgives, og de resterende sange ville bandet fortsætte med at arbejde på og udgive dem året efter. Dette resulterede i et opfølgende album ved navn ReLoad. Omslaget blev endnu engang lavet af Serrano, denne gang med en blanding af blod og urin. ReLoad nåede plads et på Billboard 200 og nummer to på den canadiske albumhitliste. Hetfield bemærkede i dokumentarfilmen Some Kind of Monster, at sangene på disse albummer skulle blive over det gennemsnitlige niveau, og de blev derfor "poleret og arbejdet igennem flere gange," indtil de blev anset som udgivelsesværdige. For at fremme udgivelsen af ReLoad optrådte Metallica på NBCs Saturday Night Live i december 1997, hvor de spillede sangene "Fuel" og "The Memory Remains" med Marianne Faithfull.
I 1998 udarbejdede Metallica et dobbeltalbum af coversange ved navn Garage Inc.. Den første disk indeholdt nylige indspillede covernumre som f.eks. af Diamond Head, Killing Joke, The Misfits, Thin Lizzy, Mercyful Fate, og Black Sabbath. Den anden disk indeholdt den originale The $5.98 E.P.: Garage Days Re-Revisited, som blev et sjældent samlerobjekt. Albummet nåede plads to på Billboard 200.
Den 21. april og 22. april 1999 indspillede Metallica to optrædener med San Franciscos symfoni orkester dirigeret af Michael Kamen. Kamen som tidligere havde arbejdet med produceren Rock på "Nothing Else Matters," foreslog, i 1991, at kombinere Metallicas musik med et symfoniorkester. Kamen og hans stab på over 100 komponerede orkestralt materiale til Metallicas sange. Metallica skrev de to sange "No Leaf Clover" og "- Human" til Kamen i anledningen af begivenheden. Indspilningerne og koncertoptagelserne blev udgivet i 1999 under navnet S&M. Den nåede plads 2 på Billboard 200, og 1. pladsen på Australiens ARIA hitliste og Top Internet Albums-hitlisten.

### Konflikten med Napster (2000–2001)
I år 2000 hørte Metallica en demo af deres sang "I Disappear" blive spillet i radioen, som skulle udgives i kombination med Mission: Impossible II soundtracket. Ved at følge sangen tilbage til dens kilde fandt bandet filen på Napster, et peer-to-peer fildelingsprogram. Udover dette opdagede bandet også, at hele deres katalog var mulig at downloade der. Metallica valgte at lægge sag an mod Napster i U.S. District Court, Central District of California med den påstand, at Napster overtrådte tre områder i loven: Overtrædelse af ophavsrettighederne, ulovligt brug af digital lyd interface anordning og Racketeer Influenced and Corrupt Organizations Act.
Selvom retssagen nævnte tre universiteter, der brød loven om ophavsrettigheder University of Southern California, Yale University, og Indiana University, blev ingen individer nævnt.
Yale og Indiana reagerede, og blokerede tjenesten fra deres områder, og Metallica trak anklagerne mod de to universiteter tilbage. Southern California havde et møde med de studerende, om hvad der skulle ske med Napster. Skoleadministratorerne ønskede at blokere tjenesten, da den brugte 40 % af båndbredden, og samtidig ikke havde noget uddannelsesmæssigt formål.
Metallica hyrede det online rådgivningsfirma NetPD, som skulle være kontrolanordning for Napstertjenesten en weekend. En liste på 335.435 Napsterbrugere som mentes at dele Metallicas musik, blev udarbejdet, og det 60.000 siders dokument blev leveret til Napsters kontor, hvor Metallica dermed forlangte, at disse brugere skulle bandlyses fra tjenesten. Brugerne blev blokeret, og rapartisten Dr. Dre sluttede sig til retssagen mod Napster, som resulterede i en yderligere bandlysning af 230.142 Napsterbrugere.
Ulrich fremlagde en erklæring for Senate Judiciary Committee med hensyn til brud på ophavsrettighederne den 11. juni 2000. Forbundsdommeren Marilyn Hall Patel beordrede hjemmesiden til enten at bruge et programfilter de følgende 72 timer eller blive lukket ned. En aftale var nået mellem Metallica og Napster, da den tyske mediekoncern Bertelsmann AG BMG viste interesse i at opkøbe rettighederne til Napster for 94 millioner dollars. Under aftalens frist accepterede Napster at blokere brugere, der delte artisters musik, som ikke ønskede, deres musik skulle deles. Alligevel den 3. juni 2002 søgte Napster en ansøgning om Chapter 11-beskyttelse under den amerikanske konkurslov. Den 3. september 2002 blokerede den amerikanske konkursdomstol salget til Bertelsmann, og tvang Napster til at afvikle dets aktiver ifølge Chapter 7 under de amerikanske konkurslove.
Til MTV Video Music Awards i 2000 optrådte Ulrich og værten Marlon Wayans i en parodi, der nedgjorde ideen om at bruge Napster til at dele musik. Marlon spiller en universitetsstuderende, som sidder på sit værelse, og lytter til Metallicas sang "I Disappear". Ulrich træder ind, og beder om en forklaring. Efter at have modtaget Wayans' undskyldning, om det at bruge Napster bare var at "dele," besvarer Lars, at Marlons ide om at dele ting var, at "låne ting som ikke var dine uden og spørge." Efterfølgende kalder han Metallica rejseholdet ind, der begynder at konfiskere alle Wayans' ejendele, og forlader ham næsten nøgen i et tomt rum. Napsters grundlægger Shawn Fanning besvarede senere denne parodi, til en ceremoni hvor han skulle præsentere en pris, ved at bære en Metallica T-shirt og sige: "Jeg lånte denne T-shirt af en ven. Måske hvis jeg kan lide den, køber jeg en selv." I 2007 blev Metallica placeret som nummer 17 i Blender magasinets liste over de "største tøsedrenge i rock" grundet deres "anti-Napster kampagne."

### Newsted forlader bandet ogSt. Anger(2001–2005)
Under planlægningerne om at tage i studiet for at indspille et nyt album valgte Newsted at forlade bandet den 17. januar 2001. Om sin begrundelse for at forlade Metallica sagde han: "Private og personlige grunde, og de fysiske skader jeg har gjort på mig selv gennem de år, jeg har spillet den musik, jeg elsker."" Under et interview med Metallica af Playboy havde Newsted afsløret sine hensigter om at udgive et album med sit sideprojekt Echobrain. Hetfield var imod denne ide, og sagde: "Når nogen laver et sideprojekt, tager det styrken fra Metallica," og et sideprojekt er "på en måde som at være din kone utro." Newsted svarede igen på denne udtalelse ved at sige, Hetfield indspillede vokaler til en sang i South Park spillefilmen, og er med på to Corrosion of Conformity albummer. Hetfield har til dette udsagn svaret: "Mit navn er ikke på de plader. Og jeg er ikke ude på at prøve at sælge dem," og overvejede spørgsmål som, "hvor ville det ende? Ville han begynde at turnere med det? Kommer han til at sælge T-shirts? Er det hans band?"
I april 2001 begyndte filmproducerne Joe Berlinger og Bruce Sinofsky at følge Metallica for at optage indspilningerne til deres næste studiealbum. Over to år med mere en 1.000 timers film blev optaget. Den 19. juni 2001 før forberedelserne til at tage i indspilningsstudiet måtte Hetfield på afvænning på grund af "alkoholisme og andre afhængigheder." Alle indspilningsplaner blev sat på pause, og bandets fremtid så tvivlende ud. Alligevel da Hetfield vendte tilbage den 4. december 2001 og bandet tog i studiet, blev det krævet at Hetfield kun arbejdede fire timer om dagen, fra middag til kl. 4 om eftermiddagen, og brugte resten af tiden med sin familie. Optagelserne af Berlinger og Sinofsky blev samlet til dokumentarfilmen Some Kind of Monster, og havde premiere på Sundance Film Festivalen. I dokumentaren beskrev Newsted hans tidligere bandkammeraters beslutning om at hyre en terapeut til at hjælpe dem med deres problemer, som "virkelig fucking lamt og svagt."
Metallica holdt prøver for Newsteds permanente afløser tidligt i 2003 efter færdiggørelsen af St Anger, hvor Bob Rock spillede bas. Bassister der tog til optagelsesprøven, var blandt andet Pepper Keenan, Jeordie White, Scott Reeder, Eric Avery, Danny Lohner og Chris Wyse. Efter tre måneder med prøver faldt valget på Robert Trujillo, tidligere medlem af Suicidal Tendencies og Ozzy Osbournes band. I mellemtiden sluttede Newsted sig til det canadiske thrash metal-band Voivod i 2002, og var Trujillos afløser i Osbournes band gennem Ozzfest turnéen i 2003, hvor Voivod også var med.
I juni 2003 debuterede Metallicas ottende studiealbum St. Anger som nummer et på Billboard 200, og skaffede sig en del blandede reaktioner fra anmelderne. Ulrichs "stållydende" lilletromme og manglen på guitarsoloer modtog særligt kritik. Kevin Forest Moreau fra Shakingthrough.net kommenterede at "guitarernes fejltrin i en middel-niveauet ensformig tone, forårsagede skramlen; trommerne drev ikke så meget som en anstrengelse for at camouflere en alt for opsvulmet gang; og vreden er både ufokuseret, og ladt med for meget narcissistisk navlebeskuelse," og Brent DiCrescenzo fra Pitchfork Media beskrev det som "et fuldkomment rod." Blender magasin kaldte det for det "ubarmhjertigste af det mest ubarmhjertige af bandets Bob Rocks produktioner," og New York Magazine kaldte det "fuldkommen rå og rockende." Titelsporet "St. Anger" vandt en Grammy i kategorien Best Metal Performance i 2004, og blev brugt som den officielle temasang til WWEs SummerSlam 2003.
Før bandet skulle på til Download Festival i England i 2004, blev Ulrich kørt på hospitalet med en mystisk sygdom, og havde ikke mulighed for at spille. Hetfield søgte efter frivillige i sidste øjeblik for at afløse Ulrich. Slayers trommeslager Dave Lombardo, og Slipknots trommeslager Joey Jordison meldte sig. Lombardo optrådte til sangene "Battery" og "The Four Horsemen," Ulrichs trommetekniker Flemming Larsen spillede under sangen "Fade To Black," mens Jordison tog sig af de resterende. Efter at have turneret i to år med St. Anger på Summer Sanitarium Tour 2003 og Madly in Anger with the World turnéen, tog Metallica en pause fra optrædenerne, og brugte det meste af deres tid med familie og venner. Alligevel spillede de to shows den 13. november 2005 og 15. november 2005, hvor de åbnede for The Rolling Stones i AT&T Park i San Francisco.

### Death Magnetic,LuluandBeyond Magnetic(2006–2011)
I 2006 bekendtgjorde Metallica på deres officielle hjemmeside, at producer Bob Rock efter 15 år ikke ville komme til at producere deres næste studiealbum. Valget faldt i stedet på Rick Rubin, der havde produceret med bands som Danzig, Slayer, System of a Down, og Slipknot. Metallica offentliggjorde en unavngivet sang ved navn "The New Song" den 6. juni og en anden med tilnavnet "The Other New Song" den 12. august. Alligevel udtalte Trujillo i et interview med det græske Rock Hard Magazine i 2007, "at de sange ikke ville komme med på albummet i hvert fald ikke i den form."
I december 2006 udgav Metallica en DVD, som indeholdt alle deres musikvideoer fra 1989 til 2004. DVDen ved navn The Videos 1989-2004 solgte 28.000 eksemplarer den første uge, og nåede plads tre på Billboard Top Videos hitlisten. Metallica indspillede en coverversion af Ennio Morricones "The Ecstasy of Gold" til hyldestalbummet We All Love Ennio Morricone, udgivet i februar 2007. Coversangen modtog en Grammy-nominering til ceremonien, 50th Grammy Awards i kategorien "Best Rock Instrumental Performance". En indspilning af "The Ecstasy of Gold" er blevet spillet som indledning til Metallicas koncerter siden 1980. På den nye version er det dog bandet selv, der spiller, og giver en ny guitarbaseret tolkning af musikken. Den 9. februar 2007 bekræftede Metallica, at forproduktionen til deres niende studiealbum var blevet færdig, og indspilningerne begyndte den 12. marts 2007. Sat til udgivelse i september 2008, "forfinede" Metallica og Rubin vokalmiksningen gennem december 2007.
Metallica tog på deres europaturné ved navn Sick of the Studio '07, som inkluderede 11 shows. I juli var bandet med til Live Earth-arrangementet i London, hvor de optrådte med sangene "Sad But True", "Nothing Else Matters", og "Enter Sandman". BBC som skulle udsende arrangementet i Storbritannien, modtog 413 klager efter at have gået glip af begyndelsen på "Sad But True," og ved at klippe før "Enter Sandman," for at forindspille Crowded Houses optræden fra Sydney, Australien. Den følgende dag optrådte bandet på Wembley Stadium, som en del af deres turné Sick of the Studio '07, støttet af Mastodon, Machine Head og HIM.
I maj og juni 2008 spillede Metallica til flere festivaler, hvor de også stod som overskrifter til Electric Weekend i Spanien, Pinkpop festivalen in Holland, Rock am Ring and Rock im Park festivalerne i Tyskland og Rock In Rio festivalen i Portugal. De spillede udover det et show med 15 sange plus tre ekstranumre i Manchester, Tennessee, USA. Den 16. juli begyndte deres anden del af turnéen i Norge. I samme måned udgav Metallica en coverversion af Iron Maidens sang "Remember Tomorrow" til hyldestalbummet Maiden Heaven: A Tribute to Iron Maiden.
Metallica satte udgivelsen af deres niende album Death Magnetic til den 12. september 2008, og de filmede efterfølgende en musikvideo til den første single "The Day That Never Comes". Den 9. august fik sangen "Cyanide," fra det kommende album, sit debut til Ozzfest i Dallas. Den første single "The Day That Never Comes" blev spillet første gang på radiostationerne den 21. august 2008, og havde koncertpræmiere til Leeds festival i 2008. Sangene "The Day That Never Comes", "My Apocalypse", "Cyanide", og "The Judas Kiss" blev mulige at købe og downloade på iTunes Store.
Den 2. september 2008 begyndte et fransk pladeselskab at sælge eksemplarer af Death Magnetic to uger inden den planlagte udgivelse verden over, hvilket resulterede i at albummet blev muligt at downloade over peer-to-peer netværker. Dette sørgede for at bandets britiske distributør Vertigo Records officielt udgav albummet to dage inden den planlagte udgivelse. Det er på nuværende tidspunkt ikke bekræftet om Metallica eller Warner Bros. vil lægge sag an mod detailhandleren, selvom Lars Ulrich har besvaret albummets udslippen på internettet således: "... Vi er ti dage fra at udgive. Jeg mener herfra er vi enestående. Hvis denne ting lækker ud til hele verden i dag eller i morgen, dejlige dage. Dejlige dage. Tro mig," og "af 2008 standard er det en sejr. Hvis du fortalte mig for seks måneder siden at vores plade ikke ville slippe ud på nettet ti dage inden dets udgivelse, ville jeg have skrevet under på det."
Death Magnetic debuterede som nummer 1 i USA med et salg på over 490.000 eksemplarer. Dermed blev Metallica det første band i Billboard 200's historie til at udgive fem på hinanden følgende albummer, der alle debuterede som nummer 1. En uge efter dets udgivelse lå Death Magnetic stadig nummer 1 på Billboard 200, den europæiske albumhitliste og blev Australiens hurtigst sælgende album i 2008.
Death Magnetic forblev nummer 1 på Billboard 200 tre uger i træk, hvilket gjorde Metallica til den ene ud af to musikere (den anden Jack Johnson med Sleep Through the Static), som opnåede denne status i 2008. Også på Billboards andre lister som Hard Rock, Modern Rock/Alternative og Rock var Death Magnetic til at finde på første pladsen i fem følgende uger. Internationalt blev udgivelsen ligeså placeret som nummer 1 i 32 lande, som bl.a. inkluderede Storbritannien, Canada og Australien.
I november 2008 ophørte Metallicas pladekontrakt med Warner Bros., og gruppen overvejer nu fremtiden. Ifølge Ulrich er en af deres muligheder at udgive det næste album via internettet.
Den 14. januar 2009 blev det bekendtgjort at Metallica skulle indsættes i Rock and Roll Hall of Fame den 4. april 2009, og at den tidligere bassist Jason Newsted ville optræde med bandet til ceremonien. Gruppen havde talt om denne gæsteoptræden, og den nuværende bassist Trujillo havde accepteret ikke at spille, da han "ønskede at se Black Album bandet". Han dukkede dog alligevel op på scenen sammen med Newsted, da bandet spillede "Master of Puppets" og "Enter Sandman". Den afdøde bassist Cliff Burtons far, Ray Burton, tog også mod æren fra sin side. Metallica inviterede også Dave Mustaine til at deltage i ceremonien, men han aflyste som følge af sin egen turné i Europa.
I et interview med det italienske Rock TV i juni 2009 udtalte Ulrich, at Metallica havde planer om at fortsætte turnéen gennem august 2010, og tilføjede, der ikke var nogen planer om et kommende tiende album, men når tiden kom var de sikre på, de endnu engang ville samarbejde med produceren Rick Rubin.
Den 16. juni 2010 i Bemowo Airport (Warszawa, Polen) stod Metallica, Slayer, Megadeth og Anthrax for første gang sammen på plakaten, som en del af Sonisphere Festival serien. Her blev optrædenen den 22. juni 2010 i Sofia, Bulgarien sent via satellit til en række HD biografer. Som en del af Sonisphere Festivalen optrådte de også i Bucharest, Rumænien (26. juni 2010) og i Istanbul, Tyrkiet (27. juni, 2010). Den 28. juni 2010 blev Death Magnetic tildelt dobbeltplatin af RIAA.
Den 21. november 2010 sluttede gruppens World Magnetic Tour i Melbourne, Australien. På dette tidspunkt havde bandet været på turné i over to år, for at promovere Death Magnetic. I anledning af deres sidste turnédatoer i Australien og New Zealand blev en en live ep af de tidligere optrædener i Australien udgivet i et begrænset oplag ved navn Six Feet Down Under EP. Denne ep blev fulgt op af en Six Feet Down Under (Part II), som blev udgivet den 12. november 2010.
Den 26. november 2010 udgav Metallica en anden live EP ved navn Live At Grimey's, der blev indspillet i juni 2008 i Grimeys pladebutik, forudgående for deres optræden til Bonnaroo samme år.
Ifølge Blabbermouth.net overvejede bandet at indspille deres næste album i anden halvdel af 2011. Under et interview med The Pulse of Radio i november 2010, udtalte Ulrich at Metallica ville begynde at skrive nyt materiale igen i 2011. Ulrich sagde "Der er en række bolde i luften for 2011, men jeg tror den vigtigste er, at vi virkelig gerne vil begynde at skrive igen, og vi vil gerne tilbage til at være kreative igen. Lige nu skal vi bare slappe af og så sandsynligvis starte op igen i, jeg siger, marts eller april, og vi tager nok den kreative hat på og begynder at skrive nogle sange."
I et interview fra april 2011 ved Big Four concert udtalte Robert Trujillo at Metallica ville arbejde med Rick Rubin som producer på det nye album, og at de var "virkelig spændte på at skrive noget ny musik. Der er ikke mangle på riffs i Metallicas verden lige nu." Han tilføjede "Det første album med Rick var også det første album for mig, so på mange måder undersøgte mand vandet. Nu er vi komfortable med Rick og hans fantastiske lydingeniør, Greg Fidelman, som har arbejdet med Slayer, på dette sidste album - han er min helt - det er et godt hold. Og det bliver kun bedre; Det tror jeg. Så jeg er super-spændt." I juni 2011 udtalte Rubin, at Metallica var begyndt med at skrive på deres nye album. Den 9. november 2010 annoncerede Metallica, at de ville være hovednavn på Rock in Rio festival i Rio de Janeiro den 25. september 25, 2011.
Den 13. december 2010 annoncerede bandet at de igen ville spille som en del af "big four" under Sonisphere Festival ved Knebworth House, Hertfordshire, den 8. juli 2011. Det var første gang alle medlemmerne af the "big four" var samlet på samme scene i Storbritannien. Den 17. december 2010blev der annonceret endnu en "big four" Sonisphere-koncert, som ville finde sted i Frankrig den 9. juli. Den 25. januar 2011 blev der annonceret endnu end "big four" koncert, som foregik den 23. april 2011 på Empire Polo Club i Indio, Californien. Det var første gang alle medlemmerne af the "big four" spillede på samme scene i USA. Deen 17. februar 2011 blev der annonceret en optræden i Gelsenkirchen, Tyskland den 2. juli samme år. Få dage senere, den 22. februar, blev der annonceret endnu en "big four"-koncert, denne gang i Milano, Italien, som foregik 6. juli 2011. Igen den 2. marts 2011 blev der annonceret en koncert i Göteborg i Sverige, som skulle foregå den 3. juli 2011. Den sidste "big four"-koncert foregik i New York City på Yankee Stadium den 14. september 2011.
Den 15. juni 2011 annoncerede Metallica at en indspilning med singer-songwriter Lou Reed var tilendebragt. Albummet, som fik titlen Lulu, var blevet indspillet over adskillige måneder, og de bestod af ti sang baseret på Frank Wedekinds "Lulu" skuespil Earth Spirit og Pandora's Box. Albummet blev udgivet den 31. oktober 2011. Indspilningen af albummet var til tider problematisk; Lars Ulrich udtalte senere, at Lou Reed havde udfordret ham til en "gadekamp". Den 16. oktober 2011 bekræftede Robert Trujillo, at bandet var tilbage i studiet og skrev nyt materiale. Han sagde, "Skriveprocessen til det nye Metallica-album er begyndt. Vi har været i studiet med Rick Rubin, og har arbejdet på et par forskellige ting, og vi kommer til at indspille det meste af næste år."
Metallica skulle til at lave deres første optræden i Indien ved en "India Rocks"-koncert, der blev afholdt i forbindelse med 2011 Indian Grand Prix. Deres optræden endte dog med at blive aflyst, da koncertstedet viste sig at være for farligt. Fans plyndrede scenen under arrangementet, og organisatorerne blev senere arresteret for bedrageri. Metallica fik deres debut på scenen i Indien i Bangalore den 30. oktober 2011. Den 10. november blev det annonceret, at Metallica ville være hovednavn på den store scene den 9. november 2012 under Download Festival ved Donington Park, og at bandet ville spille hele The Black Album. Metallica fejrede 30-års jubilæum ved at spille fire koncerter på Fillmore i San Francisco i december 2011. Billetterne var udelukkende tilgængelige for Met Clubs (deres fanklub) medlemmer, og de kostede enten $6 for en enkelt aften eller $19.81 for alle fire koncerter. Showet bestod af sange fra bandets karriere og indeholdt gæsteoptrædener fra kunstnere som enten havde hjulpet eller haft indflydelse på Metallica. Blandt de medvirkende var Lloyd Grant, Dave Mustaine, Jason Newsted, Glenn Danzig, Ozzy Osbourne, Jerry Cantrell, Apocalyptica, medlemmer af Diamond Head og King Diamond, som optrådte med forskellige sange sammen med bandet. I december 2011 begyndte Metallica at udgive sange, der var skrevet til Death Magnetic, men som ikke var inkluderet på det online album. Den 13. december 2011 udgav gruppen Beyond Magnetic, der var en digital EP, som eksklusivt var tilgængelig via iTunes. Den blev udgivet som CD i januar 2012.

### Metallica: Through the NeverogHardwired... to Self-Destruct(2012–2018)
Den 7. februar 2012 annoncerede Metallica, at bandet ville starte en ny musikfestival kaldet Orion Music + More, som foregik den 23. og 24. juni 2012 i Atlantic City. Gruppen bekræftede også at de ville være hovednavn på festivallen begge dage, og at de ville fremføre størstedelen af deres mest kritikerroste albums i deres helhed: The Black Album den ene aften og Ride the Lightning den anden. I et interview med den canadiske radiostation 99.3 The Fox i juli 2012 udtalte Ulrich at Metallica ikke ville deres nye album før allertidligst i 2014. I november 2012 forlod Metallica pladeselskabet Warner Bros. Records og startede deres eget uafhængige pladeselskab, Blackened Recordings, der skulle producere bandets fremtidige udgivelser. Bandet har skaffet sig rettighederne til alle deres studiealbums, der ville blive genudgivet via det nye pladeselskab. Blackened Recordings fik licens via Warners datteselskab Rhino Entertainment i Nordamerika, og internationalt via Universal Music. Den 20 september 2012 annoncerede Metallica via deres officielle hjemmeside, at der ville blive udgivet en nye DVD i december samme år, som vil indeholde optagelser fra en række koncerter, som bandet havde afholdt i Quebec, Canada, i 2009; fans ville få en mulighed for at stemme på to sætlister, som ville komme til at optræde på udgivelsen. Filmen, som fik titlen Quebec Magnetic, blev udgivet i USA den 10. december 2012.
I et interview med Classic Rock den 8. januar 2013 udtalte Ulrich om deres kommende album "Det vi gør lige nu lyder i høj grad som en fortsættelse [på Death Magnetic]". Han sagde også "Jeg elsker Rick [Rubin]. Vi elsker alle Rick. Vi er konstant i kontakt med Rick. Vi må se, hvor det ender. Det ville forbløffe mig, hvis albummet udkom i 2013." I 2013 medvirkede bandet også i en 3D koncertfilm med titlen Metallica: Through the Never, der var instrueret af Antal Nimród og blev udgivet i IMAX-biografer den 27. september. I et interview fra juli 2013 udtalte Ulrich til Ultimate Guitar, "2014 kommer til at handle om at lave et nyt Metallica-album"; han sagde at albummet sandsynligvis ville blive udgivet i 2015. Kirk Hammett og Robert Trujillo bekræftede senere bandets intentioner om at gå i studiet. Ved den anden Orion Music + More festival, der blev afholdt i Detroit, spillede bandet under navnet "Dehaan" - en reference til skuespilleren Dane DeHaan, som medvirkede i Metallica: Through the Never. Bandet optrådte med deres debutalbum, Kill 'Em All, som blev spillet i dets fulde længde for at fejre 30-året for udgivelsen. Den 8. december 2013 spillede bandet et show kaldet "Freeze 'Em All" på Antarktis, hvorved de blev det første band, der har optrådt på alle syv kontinenter. Koncerten blev filmet og udgivet på et liveabum samme måned.
Ved Grammy Awards i januar 2014 optrådte Metallica med "One" sammen med den kinesiske pianist Lang Lang. I marts 2014 påbegyndte bandet en turné kaldet "Metallica By Request", hvor fans kunne ønske sange som de så optrådte med. Der blev skrevet en ny sang, med titlen "Lords of Summer", til koncerterne, og den blev udgivet som en "first take" demo i juni 2014. I juni 2014 var gruppen også hovednavn ved Glastonbury Festival i et forsøg på at tiltrække nye fans. Ulrich sagde "Vi har ét skud, du ved aldrig, om du bliver inviteret tilbage". I november 2014 optrådte Metallica ved afslutningsceremonien under BlizzCon 2014. I januar 2015 annoncerede Metallica en "Metallica Night" (Metallica-aften) med San Jose Sharks, som indeholdt en Q&A session med bandet og en velgørenhedsauktion til gavn for San Francisco Bay Chapter fra Sierra Club, men de optrådte ikke med deres musik. De blev annonceret som hovednavn til Lollapalooza i marts 2015, hvor de vendte tilbage for at optræde for første gang i 20 år. Den 2. maj 2015 optrådte Metallica med deres tredje årlige Metallica Day på AT&T Park. Metallica blev også annonceret blandt de optrædende ved X Games, der for første gang blev afholdt som X Games Austin 2015 i Austin, Texas. Den 14. juni 2015 optrådte Hetfield og Hammett med "The Star-Spangled Banner" live på elektriske guitarer inden den femte kamp ved NBA Finalerne mellem Cleveland Cavaliers og Golden State Warriors på Oracle Arena i Oakland, Californien. I slutningen af oktober afslørede bandet en ny hjemmesiden med en introduktion af Ulrich, der indeholdt billeder fra studiet, hvor bandet arbejdede på nyt materiale. Den 2. november annoncerede Metallica at de ville fremføre "The Night Before" ved Super Bowl 50 i AT&T Park. Metallica annoncerede at de ville åbne U.S. Bank Stadium den 20. august 2016 sammen med Avenged Sevenfold og det danske band Volbeat som support.
I april 2016, i ugen op til Record Store Day, som bandet var ambassadør for i 2016, fortalt Ulrich i Billboard at bandets udvidede rolle i musikindustrien spillede en rolle i den tid, som det havde taget at skrive og indspille albummet. "Det måde vi bliver nødt til at gøre tingene på nu er meget anderledes en den måde vi gjorde tingene på tilbage i tiden omkring Kill 'Em All og Ride the Lightning. Nu til dags kan vi lide at lave så mange forskellige ting." Ulrich var også optimistisk over at produktionen af albummet næsten var færdig. "Medmindre der sker noget radikalt, så er det svært for mig at tro på, at det ikke udkommer i 2016".
Den 18. august 2016 annoncerede bandet via deres hjemmeside, at deres tiende studiealbum, Hardwired... to Self-Destruct, ville udkomme verden over den 18. november samme år via deres uafhængige pladeselskab Blackened Recordings. De afslørede også titlerne på sangen, coveret og de udgav en musikvideo til albummets første single, "Hardwired". Albummet udkom som planlagt og det debuterede som nummer ét på Billboard 200.
Metallica annoncerede at de ville turnere i USA i sommeren 2017 på WorldWired Tour. Stadiumturnéen inkluderede også Avenged Sevenfold, Volbeat og Gojira som opvarmningsbands. Den 7. august 2017 blev Metallica igen inviteret af San Francisco Giants til deres femte årlige "Metallica Night" med Hammett og Hetfield der optrådte med den amerikanske nationalsang. I januar 2018 annoncerede Metallica, at de ville genudgive The $5.98 E.P.: Garage Days Re-Revisited den 13. april til Record Store Day, og den sjette årlige "Metallica Night" blev også annonceret få uger efter, denne gang i april, hvor alle indtægter gik videre til All Within My Hands Foundation, som bandet etablerede i slutningen af 2017. I februar 2018 annoncerede bandet den anden halvdel af datoer for deres nordamerikanske turné, hvoraf størstedelen foregik i byer, som de ikke havde besøgt i op til 30 år.

### Kommende elvte studiealbum (2019–nu)
I et interview med Australia's The Music podcast marts 2019 udtalte bassisten Robert Trujillo at Metallica var begyndt at "jamme" på noget nyt materiale til gruppens elvte studiealbum, som ville blive udgivet "meget tidligere end de to tidligere albums gjorde". Han sagde også "Vi har alle sværget på at dette her skal afsted før end senere. Nå, hvor snart? Det ved jeg ikke. Vi har turneret non-stop. Der er gået over to år nu. På et tidspunkt så bliver vi helt sikkert nødt til at tage en lille pause. Det er den rigtige ting at gøre for os, for vi har kørt os selv enormt hårdt."
I et interview med det australiske Mixdown-magasin i april 2019 nævnte guitarist Kirk Hammett planer om at Metallica skulle i studiet efter WorldWired Tour var afsluttet i november. Han sagde "Vi er i gang med vores tredje år efter Hardwired. Måske kan vi få lidt mere fokus og gå i studiet lidt tidligere. Jeg har en ton af materiale. Jeg har overkompenseret, så jeg er klar til at gå i studiet, hvornår det skal være."
I slutningen af november 2022 kunne musikmagasinet Rolling Stone så løfte sløret for singlen 'Lux Æterna', der er bandets første udgivelse fra det kommende album, '72 Seasons', der er planlagt til udgivelse 14. april 2023, og som også vil blive fulgt op af en større verdensturné.

## Stil og temaer
Med inspirationer som Black Sabbath, Deep Purple, og Led Zeppelin indeholdt Metallicas tidlige udgivelser tempofyldte, harmoniseret leads og ni minutter lange instrumentale numre. Steve Huey fra Allmusic udtalte, at Ride the Lightning indeholdt "lange progressive episke digte, faste, kortfattede rytme-rockere." Huey bemærkede også at gruppen på de efterfølgende udgivelser bevægede sig mod en mere aggressiv sangkomposition, med tekster der bl.a. omhandlede personlige og samfundskritiske temaer. Nogle af disse tiltag kunne høres på Master of Puppets, hvis sangtekster behandlede emner som religion og militærledere, vrede, galskab, monstre og stoffer.
I 1991, med ansættelsen af produceren Bob Rock, mente Huey at Metallica enkeltgjorde og moderniserede deres musik i en mere kommerciel retning, som appellerede til mainstreampublikummet. Bandet udelukkede deres aggressive, hurtige tempoer for at udvide deres musik og udtryksfulde register, sagde Robert Palmer fra Rolling Stone. Ændringen i stilen viste sig at være en kommerciel succes, da albummet Metallica blev deres første udgivelse til at nå nummer et på Billboard 200. Metallica bemærkede ændringerne i rock scenen skabt af grunge-bandet Nirvana i 1990'erne. I hvad der er blevet beskrevet som en "næsten alternativ [rock]" fremgang, begyndte bandet at fokusere på inspirationer, der ikke havde noget med metal at gøre, og ændrede deres musikalske retning. Ved at bevæge sig væk fra sangtekster der omhandlede stoffer og monstre, begyndte Metallica i stedet at fokusere på vrede, tab og straf. Nogle fans og anmeldere brød sig ikke om denne ændring, som også inkluderede de nye frisurer, albumomslaget til Load, og det at bandet stod som overskrifter til den alternative rockkoncert Lollapalooza. David Fricke fra Rolling Stone beskrev ændringerne som "et farvel til de mugne voldsomme udfald og blindgyde puritanismen af ingen drikkevarers thrash," og kaldte Load den "tungeste" plade i 1996. Med udgivelsen af ReLoad i 1997 fokuserede bandet mere på blues, rock og country inspirationer, som eksempelvis kunne høres i sangen "The Unforgiven II", hvor der var blevet indopereret mere rytme og harmoni i sangstrukturen.
St. Anger indeholdt dog den største musikalske forandring i bandets karriere til dato. Ulrich som var begyndt at finde guitar soloerne kedelige, fik dem til at udelade dem fra albummet, hvilket efterlod en "rå og upoleret lyd." Bandet brugte en drop C stemning, og især Ulrichs lilletromme endte med at modtage kritik. New York Magazines Ethan Brown bemærkede dets "genlyd," teksterne på albummet der omhandlede Hetfields arbejde på afvænning inklusiv referencer til djævlen, antistof temaer, klaustrofobi, forestående undergang og religionens hykleri. Bandets niende studiealbum Death Magnetic vil gå tilbage til E stemningen, efter råd fra producer Rick Rubin, indeholde guitarsoloer og have mellemøstlig indflydelse.

## Arv og indflydelse
Metallica er blevet en af de mest indflydelsesrige heavy metal bands, og er en af the "big four" (~de fire store) af thrash metal-genren sammen med Slayer, Anthrax, og Megadeth. Bandet har solgt over 125
millioner plader verden over, hvilket inkluderer 57 millioner i USA, som gør Metallica til det mest kommercielle succesfulde thrash metal band. Forfatterne fra The Rolling Stone Encyclopedia of Rock & Roll mente, Metallica gav heavy metal "en meget nødvendig pris."
Stephen Thomas Erlewine og Greg Prato fra Allmusic sagde, Metallica "udvidede thrash metals grænser ved brugen af hastighed og volumen, ikke for deres egen skyld, men for at forstærke deres indviklet og struktureret kompositioner," og kaldte bandet "sagtens det bedste og mest indflydelsesrige heavy metal band i 1980'erne, som var ansvarlig for at bringe musikken tilbage til jorden."
Jonathan Davis fra Korn anser Metallica som sit favorit band, og tilføjer: "Jeg elsker, de har gjort tingene på deres egen måde, og har holdt ud gennem årerne, og stadig er kendte i dag. Jeg mener, de er et af de bedste bands nogensinde." Godsmacks trommeslager Shannon Larkin fortæller, Metallica har været den største inspiration for bandet, og tilføjer, "de ændrede virkelig mit liv, da jeg var 16 år gammel – Jeg havde aldrig hørt noget så heavy." Vokalist Robb Flynn fra Machine Head udtaler, da de indspillede deres album The Blackening fra 2007, "havde de i sinde at skabe et album, der havde kraften, indflydelsen og den episke storslåethed fra albummet [Master of Puppets] – og den vedvarende kraft – en tidløs plade som den." Triviums guitarister Corey Beaulieu og Matt Heafy sagde, at efter de havde hørt Metallica, ville de selv til at spille guitar. M. Shadows fra Avenged Sevenfold udtalte, at turnere med Metallica, var bandets karrieres højdepunkt, og sagde "sælge tonsvis af plader, og spille store koncerter vil aldrig, kunne sammenlignes med at møde dine idoler, "[Metallica]." God Forbid guitaristerne Doc og Dallas Coyle voksede op med Metallica som inspiration, og bandets bassist John Outcalt kaldte beundrende Burton for en "rocker." Ill Niños trommeslager Dave Chavarri finder de tidlige udgivelser fra Metallica som "heavy, rå, rebelske. De siger 'fuck dig'," og Ademas trommeslager Kris Kohls nævner også Metallica som et af sit bands inspirationskilder.
Den 8. april 2006 fulgte et hyldestalbum med Kerrang! magasinet ved navn Master of Puppets: Remastered i anledning af Master of Puppets' 20-års jubilæum. Albummet indeholdt covernumre af Metallicasange indspillet af bandene Machine Head, Bullet for my Valentine, Chimaira, Mastodon, Mendeed, og Trivium, som alle er blevet inspireret af Metallica. Over 15 Metallica hyldestalbummer er til dato blevet udgivet. Den 10. september 2006 var bandet gæstestemmer i The Simpsonss ottende sæsonpræmiere "The Mook, the Chef, the Wife and Her Homer", og Hammetts og Hetfields stemmer blev brugt i tre episoder og i tegnefilmsserien Metalocalypse.
Det finske cello metal band Apocalyptica udgav et hyldestalbum ved navn Plays Metallica by Four Cellos, som indeholdt otte Metallica sange indspillet med celloer. Et parodiband ved navn Beatallica der spiller musik, ved at kombinere The Beatles og Metallica numre. Beatallica kom dog i lovmæssige vanskeligheder med Sony Corporation, der ejede The Beatles' katalog, og beordrede dem til at stoppe med at lave musikken eller blive sagsøgt, da de anså det som "betydelige og uoprettelige skader", som gruppen skulle betale erstatning for. Ulrich som er fan af Beatallica, spurgte Metallicas advokat Peter Paterno om hjælp til at afgøre sagen.
Metallica blev placeret af MTV som det tredje "største heavy metal band i historien," fik femte pladsen på VH1s 100 Greatest Artists of Hard Rock-liste, og var samtidig nummer 1 på VH1s liste 20 Greatest Metal Bands.
Master of Puppets blev placeret som nummer 167 på Rolling Stones "500 Great Albums of all time," og på samme liste nåede Metallica plads nummer 252. Master of Puppets var med i Q Magazines kategori "50 Heaviest Albums Of All Time," placeret som nummer 1 på IGN's "Top 25 Metal Albums" og nummer et på Metal-rules.com's "Top 100 Heavy Metal Albums"-liste. Sangen "Enter Sandman" fik placeringen som nummer 399 på Rolling Stones liste "500 Greatest Songs of All Time".
Den 7. april 1999 blev Metallica indsat i San Franciscos Walk of Fame. San Franciscos borgmester Willie Brown proklamerede dagen for den "officielle Metallica dag." Metallica fik tildelt mtvICON prisen i 2003, og en koncert til ære for bandet blev afholdt, hvor forskellige artister optrådte med Metallica coversange. Optrædenerne inkluderede Sum 41, der spillede et potpourri af "For Whom the Bell Tolls", "Enter Sandman", og "Master of Puppets". Staind lavede en coverversion af "Nothing Else Matters", Avril Lavigne spillede "Fuel", hip-hop artisten Snoop Dogg optrådte med "Sad But True", Korn spillede "One", og Limp Bizkit lavede en gengivelse af "Welcome Home (Sanitarium)".

## Priser
Metallica har vundet ni Grammy Awards:
- 1990: Best Metal Performance – "One"
- 1991: Best Metal Performance – "Stone Cold Crazy"
- 1992: Best Metal Performance With Vocal – Metallica
- 1999: Best Metal Performance – "Better than You"
- 2000: Best Hard Rock Performance – "Whiskey in the Jar"
- 2001: Best Rock Instrumental Performance – "The Call of Ktulu" med Michael Kamen og San Franciscos symfoniorkester
- 2004: Best Metal Performance – "St. Anger"
- 2009: Best Recording Package – "Death Magnetic"
- 2009: Best Metal Performance – My Apocalypse

MTV Video Music Awards:
- 1992: Best Metal Video – "Enter Sandman"
- 1996: Best Metal Video – "Until it Sleeps"

MTV ICON:
- 2003: Metallica – "MTV ICON of the year"

American Music Awards:
- 1996: Favorite Artist: Heavy Metal/Hard Rock: Metallica – Load
- 1996: Favorite Metal/Hard Rock Song – "Until it Sleeps"

Billboard Music Awards:
- 1997: Billboard Rock and Roll Artist of the Year – Metallica (RIAA Diamond Award)
- 1999: Catalogue Artist of the Year – Metallica
- 1999: Catalogue Album of the Year – Metallica

Kerrang! awards:
- 2003: Hall of Fame – Metallica

## Medlemmer

### Nuværende medlemmer
- James Hetfield – Vokal, rytmeguitar (1981– )
- Kirk Hammett – Lead guitar, baggrundsvokal (1983– )
- Robert Trujillo – Bas, baggrundsvokal (2003– )
- Lars Ulrich – Trommer, percussion (1981– )

### Tidligere medlemmer
- Lloyd Grant – Lead guitar (1981)
- Ron McGovney – Bas (1981-1982)
- Dave Mustaine – Lead guitar, bagvokal (1981–1983)
- Cliff Burton – Bas, bagvokal (1982–1986)
- Jason Newsted – Bas, bagvokal (1986–2001)

Livemedlemmer
- Bob Rock – bas, bagvokal (2001–2003)

## Diskografi
- 1983: Kill 'Em All
- 1984: Ride the Lightning
- 1986: Master of Puppets
- 1988: ...And Justice For All
- 1991: Metallica/Black Album
- 1996: Load
- 1997: ReLoad
- 1998: Garage Inc.
- 1999: S&M
- 1993 & 2003: Live Shit: Binge & Purge
- 2003: St. Anger
- 2004: Some Kind of Monster (ep)
- 2008: Death Magnetic
- 2016: Hardwired...to Self-Destruct
- 2020: S&M2
- 2023: 72 Seasons

## Fodnoter
1. ↑  Anmeldelse af Hell Bent for Leather på All Music Guide
2. ↑  "Satanisten fra Hvidovre klædt på til en Grammy", artikel i Berlingske Tidende, søndag 6. januar 2008
3. ↑  The Realms of Deth. "Megadeth Vs. Metallica", på The Realms Of Deth Arkiveret 24. februar 2012 hos  Wayback Machine.
4. ↑  Hevein på Myspace
5. ↑  "Interview med tidligere My Dying Bride guitarist Calvin Robertshaw" (Interview). Hentet 2008-01-06.
6. ↑  Artikel: VOLBEAT – DE NYE MASTODONTER Arkiveret 4. maj 2016 hos  Wayback Machine. Lydtapet.net. Hentet 9/12-2015
7. 1 2  "RIAA total sales". RIAA. Hentet 2006-12-05.
8. 1 2  "RIAA database". RIAA.com. Hentet 2007-11-30.
9. 1 2 3  "Metallica timeline Early 1981 – Early 1982". MTV.com. Arkiveret fra originalen 15. marts 2009. Hentet 2007-11-30.
10. ↑  "Metallica timeline March 14, 1982 – July 6, 1982". MTV.com. Arkiveret fra originalen 11. april 2009. Hentet 2007-11-30.
11. 1 2 3  "Metallica timeline Fall 1982 – April 16, 1983". MTV.com. Arkiveret fra originalen 27. december 2008. Hentet 2007-11-30.
12. ↑  Christe 2003, s. 86
13. ↑  Cecolini, Vinny, Foreclosure of a Team Metal Hammer. November 1998
14. ↑  "Metallica citater". Arkiveret fra originalen 28. september 2007. Hentet 1. oktober 2007.
15. ↑  "Dave Mustaine: James Hetfield is jealous of me". Blabbermouth.net. Arkiveret fra originalen 31. maj 2009. Hentet 2007-12-05.
16. ↑  "Dave Mustaine Back in Business". askmen.com. Arkiveret fra originalen 27. juli 2008. Hentet 2007-12-06.
17. 1 2  Doe, Bernard. "Love it to Death – Bernard Doe speaks to Dave Mustaine about life after Metallica". Rockdetector.com. Hentet 2007-12-06.
18. 1 2 3 4 5 6  "Metallica Chart Positions". Allmusic. Hentet 2007-12-03.{{cite web}}:  CS1-vedligeholdelse: url-status (link)
19. ↑  "Metallica timeline May 10–27, 1983 – July 27–Sept 3, 1983". MTV.com. Arkiveret fra originalen 10. august 2014. Hentet 2007-12-01.
20. 1 2  "Metallica timeline October-December , 1983 – August, 1984". MTV.com. Arkiveret fra originalen 15. januar 2009. Hentet 2007-11-30.
21. 1 2 3  "Metallica timeline Fall, 1984 – March 27, 1986". MTV.com. Arkiveret fra originalen 6. oktober 2014. Hentet 2007-11-30.
22. ↑  Christe 2003, s. 130
23. ↑  "Description of Master of Puppets on Billboard.com". Billboard.com. Hentet 2006-10-20.
24. ↑  "Master of Puppets - Review". AllMusic. Hentet 2006-12-23.{{cite web}}:  CS1-vedligeholdelse: url-status (link)
25. 1 2  "Metallica tidslinje 26. juni, 1986 – 27. september, 1986". MTV.com. Arkiveret fra originalen 17. december 2007. Hentet 2007-11-16.
26. 1 2  "Metallica timeline Oktober, 1986 – marts, 1987". MTV.com. Arkiveret fra originalen 11. april 2009. Hentet 2007-11-30.
27. ↑  "Metallica timeline August 21, 1987 – December 4, 1987". MTV.com. Arkiveret fra originalen 11. april 2009. Hentet 2007-12-01.
28. ↑  Christe 2003, s. 196
29. 1 2 3 4 5  "The Playboy Interview – Metallica". Playboy. Arkiveret fra originalen 19. oktober 2007. Hentet 2007-12-03.
30. ↑  Huey, Steve. "...And Justice for All - Review". Allmusic. Hentet 2006-12-23.{{cite web}}:  CS1-vedligeholdelse: url-status (link)
31. ↑  "Damaged Justice World Tour". metworld.co.uk. Arkiveret fra originalen 10. december 2007. Hentet 2007-12-09.
32. 1 2  Rockin' on an island, Kerrang! Issue no. 258, 1989-09-30
33. ↑  Endelman, Michael. "Grammy's 10 Biggest Upsets". EW.com. Arkiveret fra originalen 16. december 2007. Hentet 2007-12-03.
34. ↑  Grammy Awards 1992 – Enter Sandman acceptance speech
35. ↑  "MTV: 100 Greatest Music Videos Ever Made". Rockonthenet.com. Hentet 2007-12-08.
36. ↑  "A.D.D. Videos: 25 Years of MTV". MTV.com. Arkiveret fra originalen 16. april 2008. Hentet 2006-03-12.
37. 1 2  "Metallica timeline February, 1990 – August 13, 1991". MTV.com. Arkiveret fra originalen 25. oktober 2011. Hentet 2007-12-02.
38. ↑  Garcia, Guy (1991-10-14). "Heavy Metal Goes Platinum". Time.com. Arkiveret fra originalen 23. august 2011. Hentet 2007-12-12.
39. ↑  "Top 100 Albums". RIAA.com. Hentet 2007-12-02.
40. 1 2  "Metallica timeline August 9, 1992 – November 23, 1993". MTV.com. Arkiveret fra originalen 2. maj 2013. Hentet 2007-12-01.
41. 1 2  "Metallica timeline December, 1995 – June 27, 1996". MTV.com. Arkiveret fra originalen 13. april 2013. Hentet 2007-12-05.
42. 1 2 3  Fricke, David (1996-12-04). "Load Rolling Stone review". Rolling Stone. Arkiveret fra originalen 27. november 2007. Hentet 2007-12-07.
43. 1 2 3  Some Kind of Monster feature film, Metallica, January 2004, Paramount Pictures
44. 1 2  "Metallica timeline November 18, 1997 – December 8, 1998". MTV.com. Arkiveret fra originalen 2. maj 2013. Hentet 2007-12-05.
45. 1 2  "Metallica timeline February 24, 1999 – February 23, 2000". MTV.com. Arkiveret fra originalen 2. maj 2013. Hentet 2007-12-05.
46. 1 2  "Testimony of Mr. Lars Ulrich". judiciary.senate.gov. 2000-07-11. Arkiveret fra originalen 29. november 2007. Hentet 2007-12-05.
47. ↑  Jones, Christopher (2000-04-13). "Metallica Rips Napster". Wired.com. Hentet 2007-12-05.
48. ↑  "2 Universities Block Internet Music Service". The New York Times. 2000-04-21. Hentet 2007-12-05.
49. ↑  Oakes, Chris (2000-02-10). "Time for a Napster Rest?". Wired.com. Hentet 2007-12-05.
50. ↑  Borland, John (2000-05-01). "Metallica fingers 335,435 Napster users". CNET.com. Arkiveret fra originalen 20. februar 2021. Hentet 2007-12-05.
51. ↑  Borland, John (2000-05-26). "Napster boots Dr. Dre fans from service". CNET.COM. Hentet 2007-12-05.{{cite web}}:  CS1-vedligeholdelse: url-status (link)
52. ↑  Pellegrini, Frank (2001-03-06). "The End of the Line for Royalties?". Time.com. Arkiveret fra originalen 1. maj 2008. Hentet 2007-12-12.
53. ↑  "Napster settles suits". CNN.com. 2001-07-21. Hentet 2007-12-05.
54. ↑  Evangelista, Benny (4. september 2002). "Napster runs out of lives – judge rules against sale". San Francisco Chronicle. Hentet 2008-01-02.
55. ↑  MTV Video Music Awards 2000
56. ↑  "Rock's Biggest Wusses." Blender 7.6 (Aug. 2006), s. 17.
57. ↑  Basham, David (2001-01-17). "Bassist Jason Newsted Leaves Metallica". MTV.com. Arkiveret fra originalen 26. juli 2008. Hentet 2007-12-03.
58. ↑  "Metallica timeline April, 2001 – December 4, 2001". MTV.com. Arkiveret fra originalen 23. maj 2010. Hentet 2007-12-05.
59. ↑  "Metallica timeline January 3, 2002 – March 19, 2003". MTV.com. Arkiveret fra originalen 2. maj 2013. Hentet 2007-12-05.
60. 1 2 3 4  "St. Anger by Metallica". Metacritic.com. Arkiveret fra originalen 7. marts 2009. Hentet 2007-12-05.
61. ↑  Moreau, Kevin (2003-06-23). "Rattle and Ho-Hum". Shakingthrough.net. Arkiveret fra originalen 29. august 2008. Hentet 2007-12-05.
62. ↑  DiCrescenzo, Brent (2003-06-16). "Metallica St. Anger". Pitchfork Media. Arkiveret fra originalen 24. juli 2007. Hentet 2007-12-05.
63. 1 2  "Grammy Award winners – Metallica". Grammy.com. Hentet 2007-12-05.
64. 1 2  "Metallica's Lars Ulrich Hospitalized In Switzerland, Misses Show". Yahoo Music. 2004-06-07. Hentet 2006-12-09.
65. ↑  Kaufman, Gil (2005-04-03). "Metallica Opening For Rolling Stones In San Francisco". MTV.com. Arkiveret fra originalen 2. december 2008. Hentet 2007-12-05.
66. ↑  "Metallica Studio Update". Metallica. 2006-02-16. Hentet 2006-12-23.
67. ↑  "Metallica: Better audio recording of "New Song" available". Blabbermouth.net. 2006-06-07. Arkiveret fra originalen 22. april 2008. Hentet 2007-12-05.
68. ↑  "Metallica: Video of "The Other New Song" featuring soundboard audio posted online". Blabbermouth.net. 2006-08-22. Arkiveret fra originalen 24. juni 2008. Hentet 2007-12-05.
69. ↑  "Metallica bassist Trujillo: New album is 'dynamic, heavy and groovin'". Blabbermouth.net. 2007-06-04. Arkiveret fra originalen 7. juli 2007. Hentet 2007-12-05.
70. ↑  "Metallica's 'Videos' beats Slipknot's 'Voliminal' on Music Video Chart". Blabbermouth.net. 2006-12-15. Hentet 2007-12-05.
71. ↑  "Best Metal Performance". Grammy.com. Hentet 2007-12-07.
72. ↑  "We All Love Ennio Morricone". Metallica.com. 2007-02-20. Hentet 2007-02-20.
73. ↑  "Briefly: Metallica, Genesis, Jadakiss, James Brown". livedaily.com. 2007-02-09. Hentet 2007-12-06.
74. ↑  Hadland, Sem (2008-05-09). "Album updates by Lars". encycmet.com. Arkiveret fra originalen 20. november 2008. Hentet 2008-05-12.
75. ↑  Hadland, Sem (2008-05-14). "Album release date". encycmet.com. Arkiveret fra originalen 23. april 2009. Hentet 2008-05-16.
76. ↑  Lanham, Tom (2007-10-23). "Metallica's Lars Ulrich keeping busy". Examiner.com. Hentet 2007-12-08.
77. ↑  "Diana ratings dwarf Live Earth". bbc.co.uk. 2007-07-09. Hentet 2007-12-29.
78. ↑  Plunkett, John (2007-07-16). "BBC says sorry to heavy metal fans". guardian.co.uk. Hentet 2007-12-05.
79. ↑  Johnson, Lee. "Metallica, Mastodon, Machine Head, HIM - July 8, 2007 - London, UK @ Wembley Stadium". blistering.com. Hentet 2007-12-05.
80. ↑  Metallica.com
81. ↑  "METALLICA's 'Death Magnetic' Sold Two Weeks Early At French Record Store?". Arkiveret fra originalen 4. september 2008. Hentet 22. september 2008.
82. ↑  "Kerrang! Metallica album leak..." kerrang.com. Arkiveret fra originalen 5. september 2008. Hentet 2008-09-17.
83. ↑  Gundersen, Edna (2008-09-11). "Metallica remains calm over 'Magnetic' leaks". USA TODAY.com. Hentet 2008-09-17.
84. ↑  "Metallica's Death Magnetic reigns on European Album Chart". Blabbermouth.net. 25. september 2008. Arkiveret fra originalen 23. august 2011. Hentet 29. september 2008.
85. ↑  "Metallica's Death Magnetic is fastest-selling album of the year in Australia". Blabbermouth. 21. september 2008. Arkiveret fra originalen 25. september 2008. Hentet 29. september 2008.
86. ↑  "Metallica's Death Magnetic Tops Album Chart for Third Week in a Row". EuroInvester. 1. oktober 2008. Arkiveret fra originalen 10. august 2011. Hentet 27. januar 2011.
87. ↑  "Death Magnetic : Metallica : Review : Rolling Stone". Arkiveret fra originalen 12. april 2010. Hentet 27. januar 2011.
88. ↑  "BBC – Rock; Indie Review – Metallica, Death Magnetic".
89. ↑  "Metallica nominated in the EMA's and playing live at the VMA's in Latin America". Alternativeware. 8. oktober 2008. Arkiveret fra originalen 5. august 2009. Hentet 8. oktober 2008.
90. ↑  "Metallica Consider Releasing Next Album Online | News @". Ultimate-guitar.com. Hentet 1. oktober 2009.
91. ↑  "Blabbermouth.Net – Jimmy Page, Jimi Hendrix, Eddie Van Halen, Steve Vai Among 'Chop ShopS Top Guitarists". Roadrunnerrecords.com. Arkiveret fra originalen 15. marts 2009. Hentet 1. oktober 2009.
92. ↑  "Metallica, Run D.M.C. Lead Rock Hall Inductees". Billboard.com. Hentet 14. januar 2009.
93. ↑  "Jason Newsted to rejoin Metallica". idiomag. 30. marts 2009. Hentet 30. marts 2009.
94. ↑  "Jason Newsted: Trujillo won't play with Metallica during Rock Hall induction". idiomag. 1. april 2009. Hentet 1. april 2009.
95. ↑  "Metallica rocks Hall of Fame with other new members". Reuters. 5. april 2009. Hentet 5. april 2009.
96. ↑  "BLABBERMOUTH.NET – DAVE MUSTAINE To METALLICA: 'I Am So Very Proud Of All You Have Accomplished'". Roadrunnerrecords.com. Arkiveret fra originalen 15. oktober 2011. Hentet 1. oktober 2009.
97. ↑  "Metallica.com". Metallica.com. 27. maj 2009. Hentet 1. oktober 2009.
98. ↑  "Metallica.com". Metallica.com. Hentet 1. oktober 2009.
99. ↑  "Metallica's Lars Ulrich: I Would Like To Make Another Album With Rick Rubin". Blabbermouth.net. 11. juli 2009. Arkiveret fra originalen 15. juli 2009. Hentet 11. juli 2009.
100. ↑  Metallica (2009-09-14). "Metallica Heading To Cinemas". Billboard.com. Hentet 2010-11-07.
101. ↑  "Gold and Platinum". Hentet 25. juli 2010.
102. ↑  "Heading Down Under". Metallica. 16. september 2010. Hentet 12. oktober 2010.
103. ↑  "Final Release for 2010". Metallica. 25. oktober 2010. Hentet 15. november 2010.
104. ↑  "Metallica: 'Live At Grimey's' EP Due In November". Blabbermouth. Roadrunner Records. 6. oktober 2010. Arkiveret fra originalen 9. oktober 2010. Hentet 12. oktober 2010.
105. ↑  "One More For 2010!". Metallica. 6. oktober 2010. Hentet 12. oktober 2010.
106. ↑  "METALLICA Is Open To Performing Full Albums In Concert Again". Blabbermouth.net. 15. oktober 2009. Hentet 13. februar 2018.
107. ↑  "Metallica to Begin Work on New Album". Ultimate-Guitar. 11. november 2010. Hentet 11. november 2010.
108. ↑  "Metallica to Re-Team with Producer Rick Rubin for Next Album, Says Bassist". Blabbermouth.net. 24. april 2011. Arkiveret fra originalen 26. april 2011. Hentet 24. april 2011.
109. ↑  "Metallica 'About to Start Writing' New Album, Says Producer Rick Rubin". Blabbermouth.net. 20. juni 2011. Arkiveret fra originalen 23. juni 2011. Hentet 21. juni 2011.
110. ↑  "Metallica Confirmed for Brazil's Rock In Rio Festival". Blabbermouth.net. Roadrunner Records. 9. november 2010. Arkiveret fra originalen 11. februar 2011. Hentet 9. november 2010.
111. ↑  "Shows in 2011?!?!?!". Metallica. 9. november 2010. Arkiveret fra originalen 4. januar 2012. Hentet 8. juni 2011.
112. ↑  "'Tallica at Sonisphere U.K." Metallica.com. 13. december 2010. Arkiveret fra originalen 14. maj 2011. Hentet 13. december 2010.
113. ↑  "More Big 4!". Metallica.com. 17. december 2010. Arkiveret fra originalen 5. januar 2012. Hentet 8. juni 2011.
114. ↑  "The Big Four Coming to the States". Metallica.com. 25. januar 2011. Arkiveret fra originalen 10. april 2011. Hentet 8. juni 2011.
115. ↑  "The Big 4...European Edition Continued". Metallica.com. 17. februar 2011. Arkiveret fra originalen 4. april 2011. Hentet 8. juni 2011.
116. ↑  "Big 4 Again!". Metallica.com. 22. februar 2011. Arkiveret fra originalen 2. april 2011. Hentet 8. juni 2011.
117. ↑  "Big 4 to Sweden!". Metallica.com. 2. marts 2011. Arkiveret fra originalen 4. april 2011. Hentet 8. juni 2011.
118. ↑  "'Big Four' at Yankee Stadium: Metallica, Slayer, Megadeth and Anthrax thrash for the masses". 15. september 2011. Arkiveret fra originalen 4. marts 2016. Hentet 13. januar 2016.
119. ↑  "Secret Recording Project?". Metallica.com. 15. juni 2011. Arkiveret fra originalen 19. juni 2011. Hentet 16. juni 2011.
120. ↑  Thiessen, Brock (19. august 2011). "Metallica and Lou Reed Set Release Date for Collaborative Album". Exclaim!. Arkiveret fra originalen 19. februar 2012. Hentet 21. august 2011.
121. ↑  "Lou Reed challenged Lars Ulrich to street fight". 3 News NZ. 7. maj 2012. Arkiveret fra originalen 20. oktober 2012. Hentet 2. december 2012.
122. ↑  Warner, Brett (26. oktober 2011). "Metallica Begin Work on Their Next Studio Album". Ology. Arkiveret fra originalen 6. november 2011. Hentet 30. oktober 2011.
123. ↑  "Metallica in India". Withjim.Com. Arkiveret fra originalen 5. februar 2012. Hentet 15. februar 2012.
124. ↑  "Delhi Show Update". Metallica.com. Arkiveret fra originalen 30. oktober 2011. Hentet 30. oktober 2011.
125. ↑  "Metallica: India gig organisers arrested". BBC News. BBC. 30. oktober 2011. Hentet 4. november 2011.
126. ↑  "Delhi Show Update". IBN. Arkiveret fra originalen 1. november 2011. Hentet 8. maj 2019.
127. ↑  "Heavy metal heaven as heads bang in Bangalore". DNA. 31. oktober 2011.
128. ↑  "Metallica to headline Download Festival at Donington". BBC. Retrieved November 15, 2011.
129. ↑  Metallica (22. marts 2012). "Metallica Celebrate 30-Year Anniversary at the Fillmore in San Francisco with Special Guests, New Beyond Magnetic EP". The Audio Perv. Arkiveret fra originalen 29. september 2017. Hentet 26. marts 2012.
130. ↑  "News | Thirty Years... A Week Long Celebration in San Francisco". Metallica.com. Arkiveret fra originalen 28. marts 2012. Hentet 26. marts 2012.
131. ↑  "Metallica post two previously unreleased tracks online[[:Skabelon:Mdash]]listen". NME. 8. december 2011. Hentet 10. december 2011. {{cite web}}: Konflikt mellem URL og wikilink (hjælp)
132. ↑  "Beyond Magnetic on iTunes". Itunes.apple.com. Arkiveret fra originalen 17. maj 2013. Hentet 15. juli 2013.
133. ↑  "Beyond Magnetic EP". Amazon.com. 31. januar 2012. Hentet 29. oktober 2012.
134. ↑  Stacey Anderson (7. februar 2012). "Metallica Announce Orion Music Festival | Music News". Rolling Stone. Arkiveret fra originalen 1. maj 2012. Hentet 26. marts 2012.
135. ↑  "No New Metallica Album Before 2014 at the Earliest, Says LARS ULRICH". Blabbermouth.net. 27. juli 2012. Arkiveret fra originalen 20. februar 2021. Hentet 27. juli 2012.
136. ↑  "Metallica Launch New Record Label". Rolling Stone. 30. november 2012. Arkiveret fra originalen 14. april 2014. Hentet 6. april 2014.
137. ↑  "Metallica forms Blackened Recordings". 3 News NZ. 3. december 2012. Arkiveret fra originalen 1. februar 2014. Hentet 2. december 2012.
138. ↑  Roberts, Randall (30. november 2012). "Metallica leaves Warner Music with its masters, forms Blackened Records". Los Angeles Times. latimes.com. Hentet 17. december 2012.
139. ↑  Hogan, Marc (30. november 2012). "Metallica Name Their New Label: Blackened Recordings | SPIN | Newswire". SPIN. Hentet 17. december 2012.
140. ↑  "News | More Magnetic... on DVD!". Metallica.com. Arkiveret fra originalen 23. september 2012. Hentet 18. november 2012.
141. ↑  "Metallica: 'Quebec Magnetic' DVD, Blu-Ray Artwork Unveiled". Blabbermouth.net. 22. oktober 2012. Arkiveret fra originalen 22. november 2012. Hentet 22. november 2012.
142. ↑  Barton, Geoff. "Ulrich: Metallica 3D movie project influenced by Zeppelin". Classic Rock Magazine. Arkiveret fra originalen 13. januar 2013. Hentet 19. januar 2013.
143. ↑  RJ Cubarrubia (24. april 2013). "Metallica's 3D Movie Headed to IMAX". Rollingstone.com. Arkiveret fra originalen 1. juli 2013. Hentet 15. juli 2013.
144. ↑  "Metallica to Hit the Studio in 2014: 'We'll Run Out of Excuses for Not Doing It by Then'". Ultimate-Guitar.
145. ↑  Dekel, Jon (9. september 2013). "Metallica to record new album in 2014". Postmedia News. Arkiveret fra originalen 29. december 2013. Hentet 26. december 2013.
146. ↑  Noisecreep Staff (9. juni 2013). "Metallica Surprise by Playing 'Kill 'Em All' Set Under Fake Name Dehaan". Noisecreep. Hentet 21. december 2013.
147. ↑  Graff, Gary (8. juni 2013). "Who Is Dehaan? It's Metallica, Playing 'Kill 'Em All' at Orion Music Festival". Billboard. Hentet 21. december 2013.
148. ↑  Coleman, Miriam (9. december 2013). "Metallica Play a Dome in Antarctica". Rolling Stone. Arkiveret fra originalen 8. januar 2016. Hentet 11. december 2013.
149. ↑  Adams, Gregory (19. december 2013). "Metallica Release 'Freeze 'Em All' Live Album". Exclaim!. Arkiveret fra originalen 3. januar 2014. Hentet 21. december 2013.
150. ↑  Ng, David (27. januar 2014). "Grammys 2014: Lang Lang performs 'One' with Metallica". Los Angeles Times. Hentet 18. marts 2014.
151. ↑  "Metallica Announce Final Round of "By Request" Summer 2014 Tour Dates". 4. december 2013. Hentet 27. maj 2017.
152. ↑  "METALLICA's LARS ULRICH Says New Song 'Lords Of Summer' Is 'Going Down Well'". 23. juni 2014. Hentet 27. maj 2017.
153. ↑  Savage, Mark (29. juni 2014). "Metallica: Glastonbury experience was 'sensational'". BBC News. Hentet 29. juni 2014.
154. ↑  "Metallica Performing Live at BlizzCon® 2014". Blizzard. 21. oktober 2014. Hentet 19. juli 2015.
155. ↑  "Metallica Night with the San Jose Sharks". Metallica. 15. december 2014. Arkiveret fra originalen 29. juni 2015. Hentet 15. juni 2015.
156. ↑  "Return To Lolla!". Metallica. 25. marts 2015. Arkiveret fra originalen 19. juni 2015. Hentet 15. juni 2015.
157. ↑  "Metallica Day At AT&T". Metallica. 1. maj 2015. Arkiveret fra originalen 17. juni 2015. Hentet 15. juni 2015.
158. ↑  "Off to Austin". Metallica. 11. maj 2015. Arkiveret fra originalen 7. juni 2015. Hentet 15. juni 2015.
159. ↑  National Basketball Association (13. juni 2015). "Metallica's Hetfield, Hammett to perform national anthem". Pressemeddelelse.
160. ↑  "Go Warriors!". Metallica. 12. juni 2015. Arkiveret fra originalen 14. juni 2015. Hentet 15. juni 2015.
161. ↑  Metallica Performs National Anthem Before Finals Game 5 (YouTube). National Basketball Association. 14. juni 2015.
162. ↑  "New Site, New Club". Arkiveret fra originalen 11. juli 2018. Hentet 14. maj 2019.
163. ↑  "The Night Before". Arkiveret fra originalen 30. august 2017. Hentet 14. maj 2019.
164. ↑  Bienstock, Richard (11. april 2016). "Lars Ulrich Takes Us Inside Metallica's Record Store Day Vault, Teases New Album". Billboard. Hentet 30. april 2016.
165. ↑  "Hardwired – Metallica". Metallica. 18. august 2016. Arkiveret fra originalen 16. august 2017. Hentet 18. august 2016.
166. ↑  "Metallica's Hardwired…To Self-Destruct Out Today on Blackened Recordings". www.aussieosbourne.com. Hentet 27. maj 2017.
167. ↑  Caulfield, Keith (28. november 2016). "Metallica Rocks With Sixth No. 1 Album on Billboard 200 Chart". Billboard. Hentet 28. november 2016.
168. ↑  "Metallica 2017 Tour With Avenged Sevenfold, Volbeat + Gojira". Loudwire. Hentet 27. maj 2017.
169. ↑  "Fifth Annual Metallica Night with the San Francisco Giants". Arkiveret fra originalen 14. august 2017. Hentet 15. maj 2019.
170. ↑  "Reissues Re-Revisited – Garage Days EP Coming April 13th". metallica.com. 24. januar 2018. Arkiveret fra originalen 9. februar 2018. Hentet 8. februar 2018.
171. ↑  "Sixth Annual Metallica Night with the SF Giants". metallica.com. 5. februar 2018. Arkiveret fra originalen 9. februar 2018. Hentet 8. februar 2018.
172. ↑  "North America, Round Two!". metallica.com. 26. februar 2018. Arkiveret fra originalen 27. februar 2018. Hentet 9. marts 2018.
173. ↑  "METALLICA's Next Album 'Will Come A Lot Sooner Than The Previous Two Did,' Says ROBERT TRUJILLO". Blabbermouth.net. 14. marts 2019. Hentet 14. marts 2019.
174. ↑  "KIRK HAMMETT: 'I Have A Ton Of Material' For METALLICA's Next Album". Blabbermouth.net. 14. april 2019. Hentet 14. april 2019.
175. ↑  "Hear Metallica Rage for the Ages on 'Lux Aeterna,' First Track From '72 Seasons'". RollingStone.com. 28. november 2022. Hentet 2. december 2022.
176. 1 2  Huey, Steve. "Ride the Lightning – Metallica". Allmusic. Hentet 2007-12-08.{{cite web}}:  CS1-vedligeholdelse: url-status (link)
177. ↑  Huey, Steve. "Master of Puppets – Metallica". Allmusic. Hentet 2007-12-08.{{cite web}}:  CS1-vedligeholdelse: url-status (link)
178. ↑  Huey, Steve. "Metallica Allmusic review". Allmusic. Hentet 2007-12-05.{{cite web}}:  CS1-vedligeholdelse: url-status (link)
179. ↑  Palmer, Robert (1997-01-21). "Metallica Rolling Stone review". Rolling Stone. Arkiveret fra originalen 9. december 2007. Hentet 2007-12-05.
180. ↑  Ali, Lorraine (1997-11-20). "ReLoad Rolling Stone review". Rolling Stone. Arkiveret fra originalen 28. februar 2007. Hentet 2007-12-08.
181. ↑  Sinclair, Tom (2003-06-09). "Music Review St. Anger". Entertainment Weekly. Arkiveret fra originalen 3. april 2013. Hentet 2007-12-08.
182. ↑  Loftus, Johnny. "Allmusic – St. Anger". Allmusic. Hentet 2007-12-08.{{cite web}}:  CS1-vedligeholdelse: url-status (link)
183. ↑  "Metallica drummer on producer Rick Rubin: 'He's Forced Us To Rethink Big-Picture Stuff'". Blabbermouth.net. 2007-02-13. Arkiveret fra originalen 16. december 2007. Hentet 2007-12-09.
184. ↑  Lee, Cosmo (2007-05-07). "Get Thrashed: The Story of Thrash Metal". '"Stylus Magazine. Arkiveret fra originalen 26. februar 2013. Hentet 2008-01-03. {{cite web}}: Kursiv eller fed markup er ikke tilladt i: |publisher= (hjælp)
185. ↑  ""BBC artist biography"". bbc.co.uk. Hentet 2007-02-07.
186. ↑  "Metallica, Limp Bizkit and Linkin Park committed to the Sanitarium". Metallica.com. Hentet 2006-12-05.
187. ↑  "Metallica Rolling Stone Biography". Rolling Stone. Arkiveret fra originalen 8. februar 2006. Hentet 2008-01-19.
188. ↑  Thomas Erlewine, Stephen and Prato, Greg. "Metallica Allmusic Biography". Allmusic. Hentet 2008-01-19.{{cite web}}:  CS1-vedligeholdelse: Flere navne: authors list (link)
189. 1 2  "Why they Rule? Metallica". MTV.com. Arkiveret fra originalen 14. december 2007. Hentet 2007-12-05.
190. ↑  Wright, James. "Godsmack". blistering.com. Hentet 2008-01-19.
191. ↑  Porter, Chad. "Machine Head Exclusive Interview with lead singer/guitarist Robb Flynn". Connect. Arkiveret fra originalen 20. januar 2008. Hentet 2008-01-19.
192. ↑  "Trivium interview". Metal THeater. 2007-11-02. Arkiveret fra originalen 23. januar 2008. Hentet 2008-01-19.
193. ↑  "Interview With Matt From Trivium At RoadRage '04". Metal Underground. 2004-08-09. Hentet 2008-01-19.
194. ↑  Bowar, Chad. "Avenged Sevenfold Interview". About.com. Arkiveret fra originalen 7. november 2016. Hentet 2007-12-05.
195. ↑  "God Forbid - The new wave of American metal has arrived". f-p-e-.com. Arkiveret fra originalen 7. november 2007. Hentet 2007-12-05.
196. ↑  Soghomonian, Talia. "Interview with Dave Chavarri of Ill Niño". nyrock.com. Arkiveret fra originalen 22. februar 2008. Hentet 2007-12-06.
197. ↑  "Adema Drummer: We are influenced by Metallica and Pantera". Blabbermouth.net. 2003-08-11. Arkiveret fra originalen 1. oktober 2007. Hentet 2007-12-09.
198. ↑  "Metallica Rocks 'The Simpsons'". Spin.com. 2007-07-07. Arkiveret fra originalen 31. januar 2008. Hentet 2007-12-06.
199. ↑  "James Hetfield's and Kirk Hammett's voices will appear as cameos in the new Adult Swim series, Metalocalypse!". Metallica.com. 2006-05-09. Hentet 2007-12-10.
200. ↑  Kaufman, Gil (2005-05-16). "Metallica Mash-Up Band Gets By With A Little Help From Its Friend ... Lars". MTV.com. Arkiveret fra originalen 30. april 2008. Hentet 2007-12-05.
201. ↑  "100 Greatest Artists of Hard Rock". VH1. Arkiveret fra originalen 13. september 2008. Hentet 2006-12-23.
202. ↑  "VH1 Classic Top 20 Metal Bands". VH1.com. Arkiveret fra originalen 14. september 2008. Hentet 2007-12-05.
203. ↑  "The RS 500 greatest albums of all time". Rolling Stone. Arkiveret fra originalen 2. april 2008. Hentet 2007-12-05.
204. ↑  "Q 50 Heaviest Albums of All Time". Rocklistmusic.co.uk. Hentet 2007-12-05.
205. ↑  "Top 25 Metal Albums". IGN.com. Hentet 2007-12-05.
206. ↑  "The Top 100 Heavy Metal Albums". Metal-rules.com. Arkiveret fra originalen 29. juni 2011. Hentet 2007-12-05.
207. ↑  "The RS 500 Greatest songs of all time". Rolling Stone. Arkiveret fra originalen 13. september 2008. Hentet 2007-12-05.
208. ↑  "Icon Performance Highlights". MTV.com. Arkiveret fra originalen 5. marts 2011. Hentet 2007-12-05.